# 마쓰야마역 (후쿠오카현)
마쓰야마역(일본어: 松山駅)은 일본 후쿠오카현 다가와군 이토다정에 위치한 헤이세이 지쿠호 철도 이타 선의 철도역이다. 단선 승강장 1면 1선의 구조를 갖춘 지상역이다.

## 역 주변
- 후쿠오카 현도 420호 가나다이토다타가와 선
- 히토요시 신사

## 역사
- 1997년 3월 22일 : 개업.

## 인접 역
| 헤이세이 지쿠호 철도 ■ 이토다 선 | 헤이세이 지쿠호 철도 ■ 이토다 선 | 헤이세이 지쿠호 철도 ■ 이토다 선 |
| -------------------------------- | -------------------------------- | -------------------------------- |
| 부젠오쿠마 가나다 방면           | ■ 이토다 선                      | 이토다 다가와고토지 방면         |